# .pl
.pl is het achtervoegsel van Poolse domeinnamen. Het top level domain .pl wordt beheerd door registrar Naukowa i Akademicka Sieć Komputerowa.

## Geschiedenis
Het .pl domein is uitgegeven in 1990, toen het CoCom-embargo op technologische samenwerkingen met oud-communistische landen gedeeltelijk opgeheven werd. Het eerste sub-domein in .pl was .pwr.pl, aangemaakt door de Wrocław Universiteit van Technologie.

## Gebruik buiten Polen
De Nederlandse DSB Groep bezit sinds 2007 het domein lenen.pl, evenals enkele domeinnamen die betrekking hebben op zaken die met behulp van een persoonlijke lening gefinancierd zouden kunnen worden. In de bijbehorende radiospot wordt gesuggereerd dat .pl zou staan voor persoonlijke lening. Dit is echter niet het geval.

## Second-level-domeinen
Er zijn verschillende Second-level-domeinen in gebruik voor verschillende geografische en functionele doeleinden. De meest bekende subdomeinen zijn:
- .com.pl, .biz.pl – commercieel
- .net.pl – netwerkinfrastructuur
- .art.pl – kunst
- .edu.pl – onderwijs
- .org.pl, .ngo.pl – organisaties
- .gov.pl – overheid
- .info.pl – informatie
- .mil.pl – militaire organisatie
- .waw.pl, .warszawa.pl – Warschau (stad)
- .wroc.pl, .wroclaw.pl – Wrocław (stad)
- .krakow.pl – Krakau (stad)
- .katowice.pl – Katowice (stad)
- .poznan.pl – Poznań (stad)
- .lodz.pl – Łódź (stad)
- .gda.pl, .gdansk.pl – Gdańsk (stad)
- .slupsk.pl – Słupsk (stad)
- .radom.pl – Radom (stad)
- .szczecin.pl – Szczecin (stad)
- .lublin.pl – Lublin (stad)
- .bialystok.pl – Białystok (stad)
- .olsztyn.pl – Olsztyn (stad)
- .torun.pl – Toruń (stad)
- .gorzow.pl – Gorzów Wielkopolski (stad)
- .zgora.pl – Zielona Góra (stad)